# Сиркис, Израиль-Иосиф Шмерелевич
Изра́иль-Ио́сиф Шме́релевич Си́ркис (в быту Срул-Йосеф Шмерелевич Сиркис, ивр. ישראל יוסף סירקיס‎ — Исраэль Йосеф Сиркис, Исраэль Йосеф хаЛеви Сиркис, Исроэл Йосеф Сиркис; 1860, Ярышев, Подольская губерния — 31 августа 1928, Кишинёв, Бессарабия) — еврейский писатель и драматург, купец первой гильдии, филантроп. Писал на иврите. Автор художественной и философской прозы, драматургии, произведений публицистического характера.

## Биография
Из хасидской семьи, один из четырёх детей купца Шмерла Сиркиса. Жил в Могилёве-Подольском. Дебютировал повестью «Нааре Бейт-аМидраш» в газете «ХаМицпа» в 1886 году, позже вошедшей в его дебютный сборник «Шелал зивей хаХаим». Жизни еврейских эмигрантов в Америке посвящена повесть «Эстер о леЭрец Хадаша» (Эстер, или на новой земле, 1887). Из других произведений — повести «Китве бен кефар» (1887), «Ме-олам хаХасидут» (1904), «Руах хадаша» (1902), трагедия в 4-х действиях «Никмат ибрия» (1886), философский трактат «Медот а рахамим» (Венец милосердия: исследование биопсихологии ненависти к Израилю, 1917), «Сефер Моше» (Книга Моисея, 1927).
Занимался благотворительной деятельностью, в том числе поддерживал периодические издания на иврите («хаШилоах») и палестинофильские организации. Во время Гражданской войны перебрался в Одессу, где проживал по Канатной улице, д. 85. Последние годы жизни провёл в Кишинёве (в ту пору в румынской Бессарабии), где вышла его последняя книга (1927) и где он умер в 1928 году.

## Семья
- Сыновья — Эле, Нафтуля и Шмарья, дочери — Анна, Гитл-Шифра, Ганна и Тамара.
- Племянники (дети сестры, Ревекки Сергеевны Сиркис) — инженеры и учёные в области механики, профессора Михаил Яковлевич Штаерман (доктор технических наук), Илья Яковлевич Штаерман (1891—1962, доктор физико-математических наук, член-корреспондент АН УССР) и Юлий Яковлевич Штаерман (1895—1978, доктор технических наук). Внучатая племянница — историк-антиковед Е. М. Штаерман.

## Книги
- נקמהת עבריה: חזות קשה: בערבעה מערכות (Никемат ибрия: хазут каше беАрба мааракот, автор указан как Исраэль Йосеф хаЛеви Сиркис из Могилёва). СПб: Типография Израиля Леви и Ко, 1886.
- אסתר: או, אל ארץ החדשה, ספור מחיי היהודים (Эстер о леЭрец Хадаша — Эстер, или на новой земле, роман для развлечения евреев). Варшава: Типография А. Гинза, 1887.
- כתבי בן-כפר: תחת רדפי טוב ישטנוני: ספור (Китве бен-Кефар: тахат родфе тов истенуни: повесть). Одесса: Типография А. Шультце, 1887.
- Шелал цеваим хаХаим: темунот мехайе хаЙехудим биЗман хаХове (Разные цвета жизни. Зарисовки: Мой меланхоличный друг, Эта шляпа). Одесса: Книгоиздательство «Одесского вестника», 1888.
- טבע התבונה (Тева хаТевуна). Одесса: Типография А. Духна, 1893.
- רוח חדשה: ספור (Руах Хадаша). Петроков: Типография Шлойме Бельхатовского, 1902.
- מהות היהדות (подзаголовок: Мохус Хаяхадус — Мгут гайегадут, то есть сущность юдаизма, соч. И. Й. Сиркиса). Варшава: Типография Шульдберга, 1904.
- מעולם החסידות: ספור (МеОлам хаХасидут: сипур). Варшава: Типография Ш. Б. Ландо, 1904.
- מהות המוסר (Махут хаМусар). Одесса: Типография Х. Н. Бялика и Ш. Бурышкина (Большая Арнаутская, 55), 1906.
- מדות הרחמים: מחקר ביו־פסיכולוגי על השנאה לישראל (Медот хаРахамим — Венец милосердия: исследования биопсихологической ненависти к Израилю). Одесса: Гашилоах, 1917.
- ספר משה: ראיות חותכות על ספר דברים …: מאמר ראשון (Сефер Моше — Книга Моисея). Кишинёв: Типография «Либерал», 1927.